# 萬乘
万乘（1280年四月）为中国元朝时期起事者杜可用的年号，前后共1个月。

## 公元纪年对照表
| 万乘 | 元年   |
| ---- | ------ |
| 公元 | 1280年 |
| 干支 | 庚辰   |

## 同期存在的其他政权年号
- 中國
  - 至元（1264年－1294年）：元朝—元世祖的年号
- 越南
  - 紹寳（1279年－1284年）：陳朝—陳仁宗陳昑年号
- 日本
  - 弘安（1278年－1288年）：後宇多天皇與伏見天皇年號

## 參看
- 中国年号索引

## 深入閱讀
- 李崇智. . 北京: 中華書局. 2004年12月. ISBN 7101025129.
- 鄧洪波. . 臺北: 國立臺灣大學東亞經典與文化研究計劃. 2005年3月  [2021-11-07]. ISBN 9789860005189. （原始内容 (pdf)存档于2007-08-25）.